# Aldo Laghi
Aldo Laghi (* 12. September 1883 in Brisighella, Provinz Ravenna, Italien; † 2. Januar 1942 in Valparaíso, Chile) war ein italienischer Geistlicher, römisch-katholischer Erzbischof und Diplomat des Heiligen Stuhls.

## Leben
Aldo Laghi empfing am 8. Dezember 1912 durch den Erzbischof von Ravenna, Pasquale Morganti, das Sakrament der Priesterweihe für das Erzbistum Ravenna.
Am 28. August 1938 ernannte ihn Papst Pius XI. zum Titularerzbischof von Nicaea und bestellte ihn zum Apostolischen Nuntius in Chile. Der Kardinalstaatssekretär Eugenio Kardinal Pacelli spendete ihm am 18. September desselben Jahres die Bischofsweihe; Mitkonsekratoren waren der Apostolische Nuntius in der Schweiz, Erzbischof Filippo Bernardini, und der Weihbischof in Frascati, Biagio Budelacci.